# Stazione di Bene-Grona
La stazione di Bene-Grona era una fermata posta lungo la Menaggio-Porlezza, attiva fra il 1884 e il 1939, a servizio del comune di Bene Lario e della località di Grona, frazione del comune di Grandola ed Uniti.

## Storia
La fermata, aperta nel 1884 insieme alla linea, vide il servizio ferroviario definitivamente sospeso il 31 ottobre 1939. Il decreto di soppressione definitiva fu emanato solo il 29 novembre 1966.
Il fabbricato viaggiatori venne in seguito adibito ad abitazione privata.